# A Wish Come True
A Wish Come True is een Amerikaanse romantische komedie uit 2015 onder regie van Mark Rosman, die ook het scenario schreef. De hoofdrollen worden vertolkt door Megan Park, Benjamin Hollingsworth en Anthony Lemke. De film werd voor het eerst uitgezonden op Hallmark Channel.

## Verhaal
Lindsay, een milieuactiviste die een reeks mislukte relaties achter de rug heeft, wenst op dertigste verjaardag dat al haar eerdere verjaardagswensen uitkomen. Aanvankelijk is ze dolblij als haar wensen werkelijkheid worden, maar al snel beseft ze dat haar geïdealiseerde beeld van haar perfecte leven en de mannen waar ze naar verlangde misschien niet is wat ze werkelijk wil.

## Rolverdeling
| Acteur                 | Personage       |
| ---------------------- | --------------- |
| Megan Park             | Lindsay Corwin  |
| Benjamin Hollingsworth | Dave Landry     |
| Anthony Lemke          | Reed            |
| Oluniké Adeliyi        | Abby            |
| Dean Armstrong         | Billy Maddox    |
| Aidan Shipley          | Joey            |
| Jennifer Dale          | Shirley         |
| Ron Lea                | Charlie         |
| Karen Cliche           | Kate Moore      |
| Dean Cain              | Dean Cain       |
| Brian Paul             | Woodhill        |
| Jim Codrington         | Renshaw         |
| Laura de Carteret      | Carrie          |
| Darrin Baker           | Cliff           |
| Janet Land             | Barbara         |
| Shanda Bezic           | Trish           |
| Christopher Cordell    | Elizabethan Man |
| Kevin Jubinville       | Handsome Man    |
| Darryl Dougherty       | Kevin           |
| Brigitte Kingsley      | Curvy Brunette  |
| Brandon Ludwig         | Fed Ex Guy      |